# Friuliska

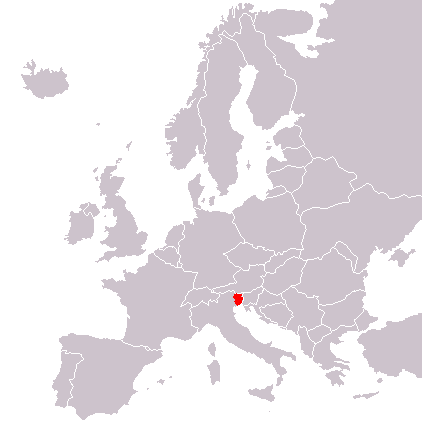
Karta som belyser var friuliska talas

Friuliska, även furlanska, (friuliska: furlàn (fil); italienska: friulano) är ett romanskt språk inom den rätoromanska undergruppen som talas av omkring 300 000 (år 2002) i Friuli (i den administrativa regionen Friuli-Venezia Giulia) i nordöstra Italien och i angränsande områden i Österrike och Slovenien. De flesta talarna är tvåspråkiga och talar förutom friuliska även italienska.

## Historia
Språket har samma ursprung som ladinska och kallas stundom östlig ladinska. Belägg för friuliskan finns bevarade från 1000-talet, med litterära verk och poesi sedan 1300-talet. Den italienska nationalismen gjorde under 1800-talets andra hälft gällande att friuliskan skulle vara en italiensk dialekt; detta övergavs dock under 1900-talet (i mer vetenskapliga sammanhang anses det i dag snarare vara en dialekt av rätoromanska) och språket genomgick en renässans.  Under 1800- och 1900-talen var flera diktare aktiva på friuliska, däribland Caterina Percoto, Pier Paolo Pasolini, Domenico Naldini och Leonardo Zanier.

## Grammatik

### Fonologi
Friuliskans fonologi kännetecknas av långa vokaler, och dessa påverkar i hög grad även uttalet av italienska hos friuliska talare.
I friuliska är vokallängd distinktiv, som kan ses med hjälp av följande minimala par. (Cirkumflex (^) används för att markera lång vokal i officiell rättskrivning.)
| Kort vokal  | Lång vokal  |
| ----------- | ----------- |
| lat (mjölk) | lât (borta) |
| fis (fast)  | fîs (söner) |
| lus (lyx)   | lûs (ljus)  |

De i italienskan så vanliga dubbelkonsonanterna (ll, rr, och så vidare) finns nästan inte alls i friuliska.

### Morfologi

#### Substantiv
Friuliska substantiv indelas i två genus, maskulinum och femininum; som till exempelil mûr (väggen, mask.), la cjadree (stolen fem.). Substantivets genus bestämmer till exempel hur bestämd och obestämd form bildas, det vill säga vilket bestämd och obestämd artikel som används. Även adjektiv tar olika former beroende på om de förekommer ihop med feminina eller maskulina substantiv.
De flesta feminina substantiv slutar på -e.
- cjase = hus
- lune = måne
- scuele = skola

Ett fåtal feminina substantiv slutar på konsonant, däribland, men inte enbart, de substantiv som bildats från latinska rötter med hjälp av suffixet -zion.
- man = hand
- lezion = lektion (jfr latin "lectio, -onis")

De flesta maskulina substantiv slutar antingen på konsonant eller -i.
- cjan = hund
- gjat = katt
- fradi = bror
- libri = bok

Ett fåtal maskulina substantiv slutar på -e, till exempel sisteme (system) och probleme (problem). I de flesta fall rör det sig om ord som har sitt ursprung i klassisk grekiska. Det förekommer i dessa fall ofta alternativa former som anpassats till det friuliska systemet, som problem eller system. 
Idag finns det en stor mängd lånord från italienska i språket, till exempel treno, som har den för friuliskan mycket ovanliga slutvokalen –o.
Plural bildas genom att -s fogas till singularformen. Om denna slutar på -e, ändras detta -e till -i.
| Singular | Plural   | Betydelse |
| -------- | -------- | --------- |
| man      | mans     | hand      |
| lezion   | lezions  | lektion   |
| cjan     | cjans    | hund      |
| gjat     | gjats    | katt      |
| fradi    | fradis   | bror      |
| taule    | taulis   | bord      |
| cjase    | cjasis   | hus       |
| lune     | lunis    | måne      |
| scuele   | scuelis  | skola     |
| sisteme  | sistemis | system    |

#### Artiklar
De bestämda och obestämda artiklarna kommer ifrån latinets demonstrativa pronomen ille och unus. Både bestämd och obestämd artikel skiljer på maskulinum och femininum, men enbart den bestämda artikeln skiljer sig baserat på singular (ental) och plural (flertal).
| Bestämd artikel | Bestämd artikel | Bestämd artikel | Obestämd artikel | Obestämd artikel |
| --------------- | --------------- | --------------- | ---------------- | ---------------- |
| Numerus         | Maskulinum      | Femininum       | Maskulinum       | Femininum        |
| Singular        | il              | la              | un               | une              |
| Plural          | i               | lis             | un               | une              |

Både il och la förkortas till l' framför vokal.

#### Adjektiv
Adjektiv i friuliska anpassar sig (kongruerar) med det substantiv de förekommer tillsammans med både vad gäller genus och numerus. Då friuliskan har två genus och två numerus så innebär det att de flesta adjektiv har fyra olika former: som till exempel hos brut (ful):
| Deklination | Deklination | Deklination |
| ----------- | ----------- | ----------- |
| Numerus     | Maskulinum  | Femininum   |
| Singular    | brut        | brute       |
| Plural      | bruts       | brutis      |